# Helga Rabl-Stadler
Helga Rabl-Stadler,  née  le 2 juin 1948 à Salzbourg, Autriche est une femme d'affaires, journaliste, femme politique autrichienne. Elle est présidente, depuis 1995, du Festival de Salzbourg. Son mandat est prévu pour prendre fin en 2020.

## Biographie

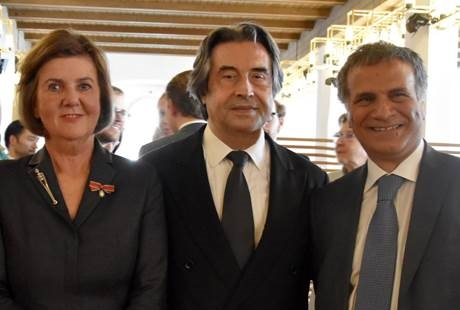
Helga Rabl-Stader avec Riccardo Muti, en 2016.

### Formation et débuts professionnels
Helga Rabl-Stadler est lycéenne à Salzbourg.  Elle est étudiante  de 1966 à 1970 en droit, journalisme et sciences politiques. Elle obtient un doctorat en droit. A Vienne elle travaille en qualité de journaliste spécialisée dans l'économie et la politique intérieure pour les journaux Die Presse et Die Wochenpresse. À partir de 1974 elle est éditorialiste pour le quotidien viennois Kurier.

### Femme d'affaires
En 1983 elle devient  copropriétaire-actionnaire de la maison de couture Resmann. Elle est vice-président de la Chambre de commerce de Salzbourg de 1985-1988 et présidente de la même chambre de 1988 à 1995. Elle est également membre du conseil d'administration de l'Institut de développement économique de Salzbourg et présidente  de l'Association économique autrichienne à Salzbourg. 

### Femme politique
Elle est élue membre Membre du Conseil national (chambre basse du parlement autrichien) de 1983 à 1990 et en 1994. Elle appartient au Parti populaire autrichien (ÖVP). Elle préside le groupe de travail "Femme dans la société" dans le cadre du "Modèle Salzburg 2000". Elle démissionne de toutes ses responsabilités politiques et économiques lorsqu'elle devient présidente du conseil d'administration du Festival de Salzbourg.

### Présidente du Festival de Salzbourg
Le 26 janvier 1995 elle est élue présidente du Festival de Salzbourg. son mandat est renouvelé en 2001, 2004, 2009, 2013, 2016. Il prendra normalement fin en 2020.
Dans un entretien publié en mars 2016 Helga Rabl-Stadler définit ainsi l'objectif du festival "La mission pacifique de l'art est intemporelle. C'est dire si le Festival de Salzbourg est autre chose qu'un évènement purement touristique, mais bien une affaire de culture européenne. C'est la raison pour laquelle nous invitons tous les ans Daniel Barenboim et son West Eastern Divan Orchestra, ambassadeurs de paix. C'est aussi pour cela que nous invitons les jeunes de Il Sistema du Venezuela, porteurs de cet autre projet culturel vivifiant". 
En 2014 Helga alerte l'opinion publique sur les risques que font courir au festival les difficultés financières rencontrées. Son action lui a permis d'augmenter fortement le budget du festival entre 1995 et 2018, passant de 38 à 62 millions d'euros, grâce essentiellement au mécénat et à la billetterie.
De 1995 à 2018 Helga Rabl-Stadler a travaillé avec six directeurs artistiques : elle s'est affrontée durant six ans (jusqu'en 2001) avec le premier Gerard Mortier, nommé en 1991, puis elle travailla avec Peter Ruzicka (2002-2007), Jürgen Flimm (2007-2011), Markus Hinterhäuser (2011), Alexander Pereira, de 2012 à 2014, Sven-Eric Bechtolf (2015-2016) et Markus Hinterhäuser (2017-).